# Biarum carratracense
Biarum carratracense là một loài thực vật có hoa trong họ Ráy (Araceae). Loài này được (Willk.) Font Quer mô tả khoa học đầu tiên năm 1926.